# Moje Cross Creek
Moje Cross Creek – amerykański film biograficzny z 1983 roku na podstawie książki Marjorie Kinnan Rawlings.

## Opis fabuły
Ameryka, rok 1928. Marjorie, zniechęcona jałowością życia w Nowym Jorku pisarka, porzuca męża i wyjeżdża na prowincję do Cross Creek. Mieszka tam wśród prostych ludzi i nawiązuje przyjaźnie. Wśród jej nowych znajomych znajdują się: służąca Geechee, ekscentryczny odludek i alkoholik Marsh Turner oraz Norton Baskin, właściciel miejscowego hotelu. Nowe miejsce bardzo pozytywnie wpływa na pisarkę. Zaczyna tworzyć nowe powieści.

## Obsada
- Mary Steenburgen - Marjorie Kinnan Rawlings
- Rip Torn - Marsh Turner
- Peter Coyote - Norton Baskin
- Dana Hill - Ellie Turner
- Alfre Woodard - Geechee
- Joanna Miles - Pani Turner
- Ike Eisenmann - Paul
- Cary Guffey - Floyd Turner

i inni

## Nagrody i nominacje
Oscary za rok 1983
- Najlepsze kostiumy - Joe I. Tompkins (nominacja)
- Najlepsza muzyka - Leonard Rosenman (nominacja)
- Najlepszy aktor drugoplanowy - Rip Torn (nominacja)
- Najlepsza aktorka drugoplanowa - Alfre Woodard (nominacja)